# 2053
2053 (ММLIII) е обикновена година, започваща в сряда според григорианския календар. Тя е 2053-та година от новата ера, петдесет и третата от третото хилядолетие и четвъртата от 2050-те.